# Bokeem Woodbine
Bokeem Woodbine (Harlem (New York), 13 april 1973) is een Amerikaans acteur en muzikant

## Biografie
Woodbine werd geboren en groeide op in de borough Harlem van New York. Hij doorliep de high school aan de Dalton School en aan de Fiorello H. LaGuardia High School in New York.
Woodbine is naast acteur ook actief als rockmuzikant, hij schrijft de liedjes en speelt de gitaar voor de band 13 Purple Dragons. Hij verscheen ook in diverse videoclips, zoals van  TLC, Wu-Tang Clan, RZA, Busta Rhymes, Tupac Shakur en Jadakiss.
Woodbine is getrouwd.

## Filmografie

### Films
Selectie:
- 2021 Ghostbusters: Afterlife - als Sheriff Domingo
- 2020 Spenser Confidential - als Driscoll
- 2018 Billionaire Boys Club - als Tim Pitt
- 2017 Spider-Man: Homecoming - als Herman Schultz / Shocker
- 2013 The Host – als Nate
- 2012 Total Recall – als Harry
- 2010 Devil – als beveiliger
- 2008 The Fifth Commandment – Miles Templeton
- 2004 Ray – als dikhoofd Newman
- 2002 Sniper 2 – als Cole
- 2001 3000 Miles to Graceland – als Franklin
- 1999 Life – als Can't Get Right
- 1998 Almost Heroes – als Jonah
- 1998 The Big Hit – als Crunch
- 1996 The Rock – als sergeant Crisp
- 1996 Freeway – als chopper

### Televisieseries
Uitgezonderd eenmalige gastrollen.
- 2024 Ripley - als Alvin McCarron - 2 afl.
- 2022-2024 Halo - als Soren-066 - 17 afl.
- 2019-2023 Wu-Tang: An American Saga - als Jerome - 7 afl.
- 2015-2020 Fargo - als Mike Milligan - 11 afl.
- 2018 Unsolved - als agent Daryn Dupree - 10 afl.
- 2017 Underground - als Daniel - 8 afl.
- 2011-2012 Southland – als politieagent Jones – 5 afl.
- 2007-2009 Saving Grace – als Leon Cooley – 28 afl.
- 2006 Blade: The Series – als Steppin' Razor – 2 afl.
- 2000 City of Angels – als dr. Damon Bradley – 4 afl.
- 2000 Battery Park – als Derek Finley – 6 afl.

- Biblioteca Nacional de España: XX1095819
- Bibliothèque nationale de France: cb14240015x (data)
- Gemeinsame Normdatei: 1216584478
- International Standard Name Identifier: 0000 0001 1946 0830
- Library of Congress Control Number: no97056713
- MusicBrainz: 28130e85-6c02-49ea-9b51-50ffed3824cc
- Nationale Bibliotheek van Israël: 987007459990705171
- Système universitaire de documentation: 129306428
- Virtual International Authority File: 2683118
- WorldCat: E39PBJw4FJQQwPT87YDMc9tkDq